# Stadiasmus Maris Magni
Der Stadiasmus Maris Magni (altgriechisch Σταδιασμός ήτοι περίπλους της μεγάλης θαλάσσης Stadiasmós ētoi períplous tēs megálēs thalássēs) ist ein antiker römischer Periplus, der Entfernungen und Fahrtrichtungen für Schiffe sowie Beschreibungen bestimmter Häfen an den Küsten des Mittelmeers beinhaltet. Das lateinische Wort stadiasmus ist dabei vom altgriechischen σταδιασμός (stadiasmós) abgeleitet, was die Entfernungsbestimmung nach Stadien (στάδια stádia) angibt. Das von einem anonymen Autor auf Altgriechisch verfasste Werk, das in die Mitte des 1. Jahrhunderts oder in die zweite Hälfte des 3. Jahrhunderts datiert wird, ist fragmentarisch durch eine Handschrift aus dem 10. oder frühen 11. Jahrhundert mit dem Namen Matritensis 4701 (früher Matritensis graecus 121) überliefert, die sich in der Spanischen Nationalbibliothek befindet. Der griechische Text einschließlich einer lateinischen Übersetzung wurde 1855 durch Karl Müller als Teil seiner Geographi Græci minores publiziert.